# ونن، ایسر
ونن، ایسر (به فرانسوی: Venon, Isère) یک کمون در فرانسه است که در Canton of Eybens واقع شده‌است.

## خصوصیات
ونن ۴٫۳۴ کیلومترمربع مساحت و ۶۸۸ نفر جمعیت دارد.